# Michal Vepřek
Michal Vepřek (17 giugno 1985) è un ex calciatore ceco, difensore.

## Caratteristiche tecniche
Terzino sinistro, può giocare anche come esterno sinistro o come terzino destro.

## Palmarès

### Club

#### Competizioni nazionali
- Coppa della Repubblica Ceca: 1

Sigma Olomouc: 2011-2012